# Masarykovo náměstí (Chrudim)

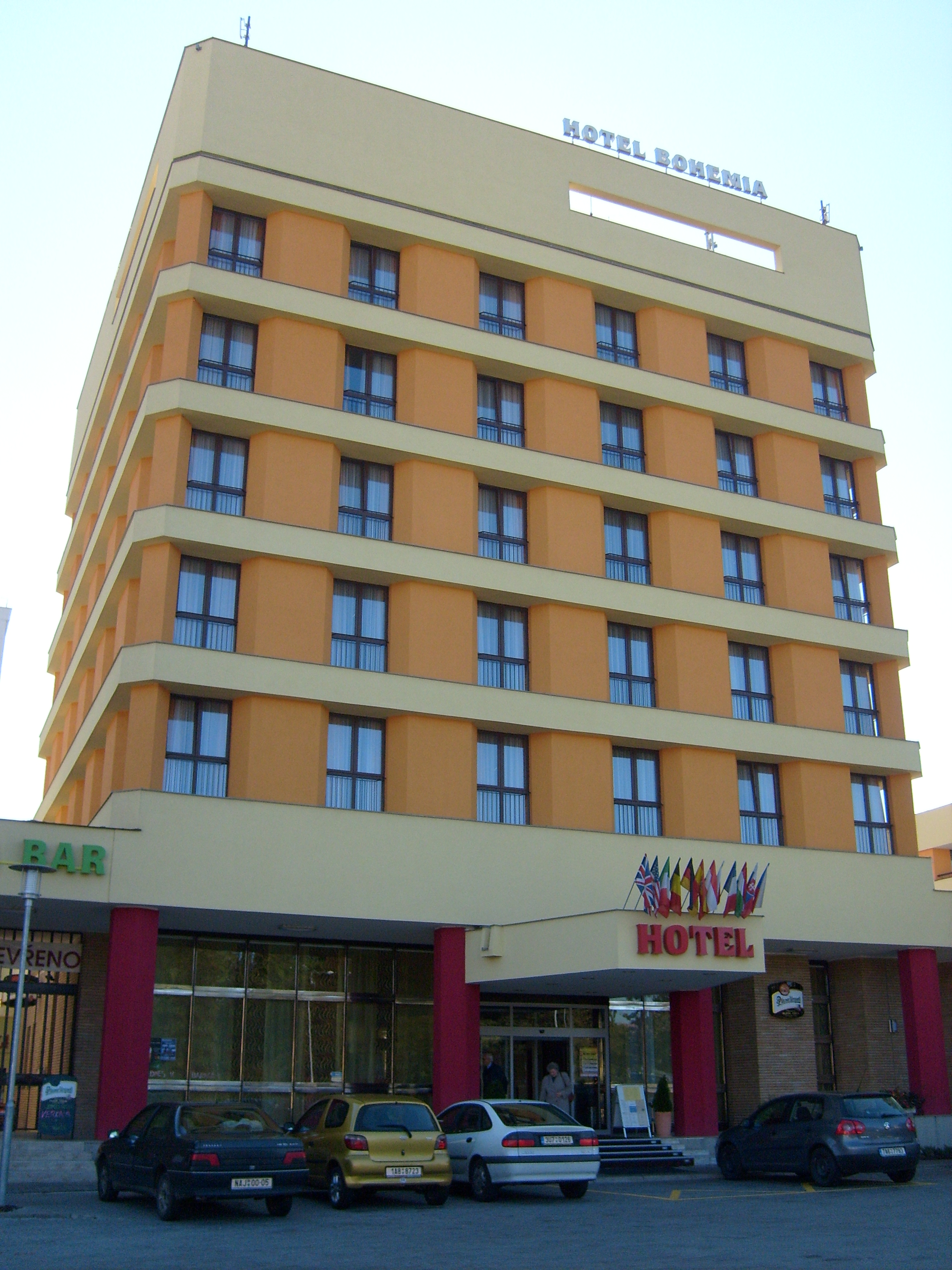
Hotel Bohemia

Masarykovo náměstí v Chrudimi ve stejnojmenném okrese v Pardubickém kraji se nachází v jihozápadní části centra města při cestě k vlakovému nádraží. Je lichoběžníkového půdorysu o maximální šířce 105 m a délce 250 m. Nalézá se na něm hotel Bohemia a kino.
Leží na rušné dopravní cestě, což komplikuje dopravní situaci a parkování.
Na náměstí jsou vybudovány parkovací prostory s podzemními garážemi a welness centrum. Ostatní zástavba pochází z období první republiky.
V bezprostřední blízkosti chrudimského Masarykova náměstí se nachází takzvaný Neuperský dvůr (Wiesnerova vila) – původně panský dvůr z 18. století na tehdejším chrudimském předměstí (na Jánsku), později neogotizovaný místním továrníkem Wiesnerem, se zbytky romantického parku, který byl z části zničen při budování křižovatky před hotelem Romanie (dnes Bohemia) na Masarykově náměstí.[zdroj?]